# Јесења изложба УЛУС-а (2004)
Јесења изложба УЛУС-а (2004) одржала се у периоду од 21. новембра до 14. децембра 2004. године, у галеријском простору Удружења ликовних уметника Србије, односно у Уметничком павиљону "Цвијета Зузорић". Уредница каталога и организаторка ове изложбе била је Наталија Церовић.

## Излагачи
1. Владимир Антић
2. Ђорђе Арнаут
3. Исак Аслани
4. Божидар Бабић
5. Алан Бећири
6. Јелена Буторац
7. Здравко Велован
8. Драгиња Влашић
9. Биљана Вуковић
10. Синиша Вуковић
11. Милија Глишић
12. Весна Голубовић
13. Горан Десанчић
14. Миленко Дивјак
15. Радмила Мила Драгићевић
16. Живана Ђукић Костић
17. Вања Ђорђевић
18. Зоран Ђорђевић
19. Петар Ђуза
20. Александар Ђурић
21. Александар Зарић
22. Дринка Ивановић Радовановић
23. Никола Кока Јанковић
24. Дивна Јеленковић
25. Миодраг Јелић
26. Љубинка Јовановић
27. Јелена Јоцић
28. Маја Јоцков Милеуснић
29. Маријана Каралић
30. Бранимир Карановић
31. Драгослав Крнајски
32. Јадран Крнајски
33. Бранка Кузмановић
34. Драгана Марковић
35. Бранко Миљуш
36. Вукосава Мијатовић Теофановић
37. Гордана Мирков
38. Миодраг Бата Михаиловић
39. Миодраг Млађовић
40. Јелена Минић
41. Драган Момиров
42. Жељка Момиров
43. Љубица Николић
44. Бојан Оташевић
45. Ружица Беба Павловић
46. Драган Папић
47. Ивона Плескоња
48. Рајко Попивода
49. Ставрос Поптсис
50. Срђан Радојковић
51. Симонида Радоњић
52. Аница Радошевић
53. Слободанка Ракић Шефер
54. Бранко Раковић
55. Радомир Рељић
56. Светлана Рибица
57. Маја Сковран
58. Вера Стевановић
59. Тодор Стевановић
60. Томислав Тодоровић
61. Радислав Тркуља
62. Мирољуб Филиповић
63. Тијана Фишић
64. Марјан Флоршиц
65. Предраг Царановић
66. Биљана Царић
67. Ана Церовић
68. Босиљка Шипка